# Anthony Morrow
Anthony Jarrad Morrow (* 27. September 1985 in Charlotte, North Carolina) ist ein ehemaliger US-amerikanischer Basketballspieler, der von 2008 bis 2017 in der nordamerikanischen Profiliga NBA aktiv war. Morrow war vor allem bekannt für seinen guten Distanzwurf.

## Karriere
Morrow spielte als Teenager für die Charlotte Latin High School und erzielte dort 22 Punkte pro Spiel. Er schloss sich anschließend der Georgia Tech-Universität an und war in seinem Abschlussjahr mit 14 Punkten pro Spiel Topscorer des Teams. 
Morrow stellte sich zum NBA-Draft 2008 zur Verfügung, wurde aber nicht ausgewählt und konnte sich später als Free Agent über Trainingslager bei den Golden State Warriors empfehlen, die ihn zum Minimalsalär als Rookie verpflichteten. Er setzte sich auf der Shooting-Guard-Position überraschend gegen die höher gehandelten Jamal Crawford und Marco Belinelli durch, nahm an 67 Spielen teil und erzielte in seinem ersten Match in der Starting Five 37 Punkte, die höchste Punktzahl der NBA-Geschichte für einen Spieler in seiner ersten Saison. Gleichfalls in der Saison 2008/09 erreichte er mit 86 erfolgreichen Drei-Punkte-Würfen eine Trefferrate von 46,7 % und somit den ersten Platz in dieser Spielerstatistik. Er war damit der erste Rookie, dem dies gelang.
Im Juli 2010 wechselte Morrow per „Sign-and-Trade“-Deal zu den New Jersey Nets. Am 3. Februar 2012 erzielte Morrow mit 42 Punkten gegen die Minnesota Timberwolves seinen persönlichen Karriererekord.
Am 11. Juli 2012 wurde Morrow zusammen mit vier weiteren Nets-Spielern im Tausch gegen Joe Johnson zu den Atlanta Hawks transferiert. Am 21. Februar 2013 wechselte er im Tausch für Dahntay Jones zu den Dallas Mavericks. Auch für die Mavericks kam Morrow meist als Bankspieler zum Einsatz. Er verpasste mit dem Team jedoch den Einzug in die Play-offs 2013 und erhielt daraufhin keinen neuen Vertrag mehr.
Für die NBA 2013/14 bekam Morrow einen Vertrag bei den New Orleans Pelicans, der jedoch nach einer Spielzeit wieder beendet wurde. Morrow unterschrieb im Sommer 2014 daraufhin einen Vertrag bei den Thunder aus Oklahoma City.